# The Works
The Works er et album af den engelske gruppe Queen. Albummet er fra 1984.

## Tracklist
1. "Radio Ga Ga" – (Taylor)
2. "Tear It Up" – (May)
3. "I's A Hard Life" – (Mercury)
4. "Man On The Prowl" – (Mercury)
5. "Machines (or 'Back To Humans')" – (May/Taylor)
6. "I Want To Break Free" – (Deacon)
7. "Keep Passing The Open Windows" – (Mercury)
8. "Hammer To Fall" – (May)
9. "Is This The World We Created...?" – (Mercury/May)